# Edge of Tomorrow
Edge of Tomorrow (übersetzt: [die] Grenze von morgen; wie auch: [der] Vorsprung von morgen; Tagline: Live. Die. Repeat.) ist ein US-amerikanischer Spielfilm der Kategorie Military-Science-Fiction von Doug Liman aus dem Jahr 2014. Der Spielfilm basiert auf der japanischen Light Novel All You Need Is Kill von Hiroshi Sakurazaka und lief in den Schweizer und deutschen Kinos im 3D- und IMAX-Format am 29. Mai 2014 und in Österreich einen Tag später an.

## Handlung
Eine Alienart – Mimics genannt – hat große Teile Kontinentaleuropas erobert und die Bevölkerung getötet. Die Mimics treten in drei Erscheinungsformen auf. Das Heer der Mimic-Drohnen bildet die unterste Hierarchieebene und wird von einigen wenigen Alpha-Mimics wie durch Nervenbahnen gelenkt. Das Omega-Mimic als Gehirn an der Spitze steuert alle anderen Mimics. Das Omega kann die Zeit kontrollieren. Immer, wenn ein Alpha stirbt, setzt das Omega die Zeit um einen Tag zurück – kennt also den zukünftigen Tagesverlauf – und ist so den Menschen stets einen Schritt voraus, die weder die hierarchische Struktur der Mimics durchschaut haben, noch ihre Fähigkeit zur Zeitmanipulation ahnen. Die militärischen Kräfte der ganzen Welt haben sich zur United Defense Force (UDF) zusammengeschlossen, doch in all den Jahren konnten sie nur einen einzigen Sieg in der Schlacht bei Verdun erringen. Dieser Sieg wurde aber von den Mimics inszeniert, um die Menschen glauben zu lassen, die Mimics könnten besiegt werden.
Der für Public Relations zuständige US-Major Bill Cage wird nach London beordert. Dort bereitet der militärische Befehlshaber, Viersternegeneral Brigham, Operation „Downfall“ vor: die größte Offensive des Krieges, um Kontinentaleuropa zurückzuerobern. Brigham erteilt Cage den Befehl, die erste Angriffswelle in der Normandie mit einer Filmcrew zu begleiten. Da Cage über keinerlei Kampferfahrung verfügt, verweigert er den Gehorsam und versucht, Brigham mit der Drohung von Negativschlagzeilen über ihn aufgrund der zu erwartenden hohen Verluste zu erpressen. Als dieser ihn verhaften lässt, versucht Cage zu fliehen und wird mit einem Taser betäubt.
Cage erwacht in Handschellen auf einer Militärbasis am Flughafen London Heathrow. Als Deserteur wird er zum Private degradiert und der Gruppe J zugewiesen, die am nächsten Tag mit künstlichen Exoskeletten ausgerüstet an vorderster Front an einem französischen Strand abgesetzt wird. Doch die Mimics wissen von der Luftlandeoperation und richten ein Blutbad unter den Soldaten an. Als ein Alpha sich auf Cage stürzt, kann er eine Richtladung zünden und das Alien töten. Dessen Blut ergießt sich auf den sterbenden Cage. Er erwacht erneut in Handschellen auf der Militärbasis zur Mittagszeit des Vortages.
Es stellt sich heraus, dass das Blut des Alphas auf Cage die Fähigkeit übertragen hat, im Fall des Todes zu jenem Zeitpunkt zurückzukehren: Jedes Mal, wenn er stirbt, erwacht er wieder 24 Stunden vor dem damaligen Tod des Alphas. Da er weiß, was jeweils als Nächstes geschehen wird, gelingt es ihm, in der Schlacht von Mal zu Mal länger zu überleben. Auf dem Schlachtfeld begegnet er der Kriegsheldin Sergeant Rita Vrataski, die in Verdun Geschick und Heldenmut gezeigt und als „Engel von Verdun“ Berühmtheit erlangt hat. Vrataski, die damals ebenfalls einen Alpha getötet hatte und in einer Zeitschleife gelandet war, hat diese Fähigkeit aufgrund einer Bluttransfusion inzwischen verloren. Sie erkennt, dass Cage über diese Fähigkeit verfügt, und fordert ihn kurz vor ihrem Tod auf, sie nach seinem nächsten „Aufwachen“ aufzusuchen.
Danach findet Cage Vrataski, die er zunächst erneut über seine Fähigkeiten in Kenntnis setzen muss. Gemeinsam mit dem Wissenschaftler Dr. Carter schmieden sie einen Plan, wie sie das Omega finden und töten können. Im Verlauf weiterer Zeitschleifen folgen für Cage Trainingseinheiten gegen Mimic-Attrappen, bis er bereit für die Mission gegen das Omega ist. Bald hat Cage Visionen, die das Omega in einer Talsperre in der Schweiz zeigen, welche Carter als die Bogentalsperre am Lai da Curnera identifiziert. Nach mehreren Versuchen kann Cage sich zur Talsperre durchschlagen, jedoch erweist sich die Vision als Hinterhalt, an dem ein Alpha ihn erwartet. Es verwundet Cage, statt ihn zu töten, um ihn durch ein Ausbluten seiner Fähigkeit des Zeitreisens zu berauben. Indem Cage sich aber noch rechtzeitig ertränkt, bewahrt er sich die Fähigkeit.
Zusammen mit Vrataski schafft er es nach etlichen Anläufen, zu General Brigham durchzukommen und ihn zu überzeugen, ihm ein experimentelles Ortungsgerät auszuhändigen, das zuvor von Dr. Carter entwickelt worden war und die Kontrollstrahlung des Omegas anhand eines lebenden Alpha-Mimics zurückverfolgen kann. Da Cage Eigenschaften eines Alpha-Mimics besitzt, kann er das Omega-Mimic im gefluteten Untergeschoss des Louvre in Paris lokalisieren. Als er jedoch während der Flucht vor Brighams Sicherheitsmannschaft verletzt, gefangen genommen und mittels einer Bluttransfusion am Leben erhalten wird, verliert er seine Fähigkeit, Zeitschleifen zu generieren; ihm bleibt somit nur ein Versuch, das Omega zu töten.
Cage und Vrataski gelangen mit Unterstützung der Gruppe J in einem gestohlenen Kipprotor-Quadcopter nach Paris und kämpfen sich bis auf das Gelände des Louvres vor. Unter Verlust der gesamten Einheit gelangen sie unter die Glaspyramide im Innenhof des Louvre. Das Omega wird von einem Alpha bewacht, das die beiden nicht angreifen dürfen, da es nach seinem Tod mit dem Wissen, dass das Omega aufgespürt werden wird, in den Vortag zurückkehren würde. Nach einem ersten und letzten Kuss der beiden opfert sich Vrataski, damit Cage genug Zeit bekommt, zum Omega hinabzutauchen. Das Alpha verfolgt Cage unter Wasser und verwundet ihn tödlich, doch er kann noch seine Granaten zünden und so das Omega töten. Sein Körper kommt mit dem Blut des getöteten Omega in Berührung und er erwacht wieder in einer Zeitschleife. Diesmal befindet er sich noch im Anflug auf London, da Operation „Downfall“ abgesagt und sein Termin mit General Brigham geändert wurde. In einer Pressekonferenz berichtet Brigham von einem morgendlichen Energieimpuls in Paris, der sämtliche Aktivitäten der Mimics zum Erliegen gebracht habe. Abschließend sucht Cage erneut Vrataski in der Basis auf. Er lächelt, als sie ihn ähnlich unhöflich begrüßt wie zahllose Male in der Vergangenheit.

## Produktion
Im April 2010 erwarb Warner Bros. für drei Millionen US-Dollar ein Drehbuch von Dante W. Harper für eine Adaption von Sakurazakas Roman für den Film. Das Projekt wanderte durch einen Entwicklungsprozess, bevor Doug Liman die Regie für den Film übernahm. Seitdem wurde das Skript von mehreren Drehbuchautoren überarbeitet. Diese Autoren sind Joby Harold, Steven Kloves, Christopher McQuarrie, Tim Kring, Jez Butterworth sowie zuletzt Alex Kurtzman und Roberto Orci.
Während das Studio ursprünglich Brad Pitt für die Hauptrolle vorsah, wurde im Dezember 2011 Tom Cruise als Hauptdarsteller bestimmt. Tom Cruise begann die Vorproduktion für den Film weniger als eine Woche nach der Veröffentlichung von Oblivion.
Im September 2012 begannen die Dreharbeiten in London in den Warner Bros. Studios, Leavesden, nahe Watford. Der Trafalgar Square in London wurde für dort stattfindende Dreharbeiten zeitweise komplett gesperrt.
Edge of Tomorrow wurde nicht in nativem 3D, sondern mit normalen Filmkameras gedreht und erst im Nachhinein konvertiert. Um dennoch eine überzeugende 3D-Wirkung zu gewährleisten, wurde am Set mit einem Stereographen zusammengearbeitet.
Der erste Trailer wurde am 11. Dezember 2013 veröffentlicht.

## Synchronisation
Die deutschsprachige Synchronisation entstand bei der Interopa Film nach dem Dialogbuch von Sven Hasper, der auch Regie führte.
| Rolle                     | Darsteller             | Deutscher Sprecher     |
| ------------------------- | ---------------------- | ---------------------- |
| Major William „Bill“ Cage | Tom Cruise             | Patrick Winczewski     |
| Sergeant Rita Vrataski    | Emily Blunt            | Bianca Krahl           |
| General Brigham           | Brendan Gleeson        | Florian Krüger-Shantin |
| Master Sergeant Farell    | Bill Paxton            | Frank Röth             |
| Skinner                   | Jonas Armstrong        | Martin Kautz           |
| Kimmel                    | Tony Way               | David Turba            |
| Griff                     | Kick Gurry             | Sven Hasper            |
| Ford                      | Franz Drameh           | Jeffrey Wipprecht      |
| Kuntz                     | Dragomir Mrsic         | Waléra Kanischtscheff  |
| Nance                     | Charlotte Riley        | Tanya Kahana           |
| Dr. Carter                | Noah Taylor            | Frank Schaff           |
| Dr. Whittle               | Marianne Jean-Baptiste | Sabine Walkenbach      |

## Kritiken
Der Film erhielt überwiegend positive Kritiken. Das Filmkritik-Portal Rotten Tomatoes gibt für den Film 91 % positive Bewertungen an und er hat einen Metascore von 75 von 100 bei Metacritic. Das Branchenblatt Variety bezeichnete den Film als „gut gemachten und treibenden Sci-Fi-Thriller“, es sei der beste Film von Regisseur Liman seit Die Bourne Identität (2002).

„Der [Plot] darf sogar Leuten gefallen, die Tom Cruise nicht leiden können, weil dieser Film seinen Star zunächst ebenfalls nicht leiden kann und deshalb dermaßen durch den Plot schubst, zieht und tritt, dass hämisch cruisefeindliche Elemente vor Schadenfreude Brandlöcher in ihre 3D-Brillen starren werden. […] Erstklassiger, hemmungsloser, totaler Irrsinn.“

„Edge of Tomorrow ist ein Fest für Tom-Cruise-Hasser: Noch nie konnten sie ihr Feindbild so oft in spektakulären Szenarien zerfetzt, plattgefahren, verbrannt, in die Luft gesprengt und in den Erdboden gerammt sehen.“

## Fortsetzung
In der Folge wurde ein zweiter Teil von Edge of Tomorrow angekündigt, der Prequel und Sequel zugleich sein soll. Während das Drehbuch von Doug Liman bereits fertig geschrieben sein soll, verschob sich der Start der Produktion des Filmes in den nachfolgenden Jahren immer wieder, da die Hauptdarsteller durch andere Filmprojekte zeitlich stark eingebunden waren (Emily Blunt 2018 durch Mary Poppins’ Rückkehr, Tom Cruise 2019 und 2020 durch Mission: Impossible 7 und 8). Noch 2024 wurde das Thema von Liman in einem Interview wach gehalten.